# Baniana magniplaga
Baniana magniplaga är en fjärilsart som beskrevs av Walker 1862. Baniana magniplaga ingår i släktet Baniana och familjen nattflyn. Inga underarter finns listade i Catalogue of Life.